# Boris Leonidovich Pasternak
Boris Leonidovich Pasternak (tiếng Nga: Борис Леонидович Пастернак; (10 tháng 2, (lịch cũ: 29 tháng 1) năm 1890 – 30 tháng 5 năm 1960) là một nhà thơ, nhà văn Nga-Xô viết đoạt Giải Nobel Văn học năm 1958. Ông nổi tiếng thế giới với tiểu thuyết Bác sĩ Zhivago (Доктор Живаго), tuy nhiên người Nga lại coi trọng nhất là thơ ca của ông, tiêu biểu là tập thơ Chị tôi-cuộc đời (Сестра моя - жизнь).

## Tiểu sử và văn nghiệp
Boris Leonidovich Pasternak sinh trưởng trong một gia đình gốc Do Thái. Cha ông là Leonid Osipovich Pasternak, một họa sĩ, viện sĩ Viện Hàn lâm Nghệ thuật Sankt-Peterburg; mẹ ông là Rozaliya Isidorovna Pasternak (nhũ danh Kaufman, 1868-1939), một nghệ sĩ dương cầm. Ông bà Pasternak đã chuyển từ Odessa về Moskva năm 1889, một năm trước khi Boris ra đời. Boris là con cả, các em ông là Aleksandr (1893-1982), Jozefina (1900-1993) và Lidiya (1902-1989).
Đến làm khách nhà ông có những họa sĩ, nhạc công, văn sĩ nổi tiếng như nhà soạn nhạc Sergey Rahmaninov, nhà thơ Rainer Maria Rilke, văn hào Lev Nikolayevich Tolstoy. Năm 13 tuổi (1903), do ảnh hưởng từ nhạc sĩ Aleksandr Nikolayevich Skryabin, Pasternak bắt đầu yêu thích âm nhạc và học nhạc trong sáu năm. Năm 1914, ông in tập thơ đầu tiên Người anh em sinh đôi trong mây đen (Близнец в тучах). Tập thờ này được công chúng đánh giá cao, đến thập niên 1930 ông được coi như một nhà thơ Xô viết hàng đầu.
Năm 1923 ông cho ra đời tập thơ Những chủ đề và biến tấu (Темы и вариации) được đánh giá là đỉnh cao của thơ ông. Pasternak còn là một dịch giả tài năng. Ông dịch thơ cổ điển tiếng Anh, tiếng Pháp, tiếng Đức, tiếng Gruzia, đặc biệt các bản dịch bi kịch của William Shakespeare được coi là hay nhất trong tiếng Nga.
Pasternak chịu ảnh hưởng sâu sắc tư tưởng của nhà triết học Kant cả về cấu trúc tác phẩm lẫn hình thức thể hiện; ông cũng từng tôn thờ Chủ nghĩa vị lai do là bạn thân của Vladimir Mayakovsky. Trong khi nhiều bạn bè và họ hàng ra đi khỏi nước Nga khi Cách mạng tháng Mười thành công, Pasternak đã ở lại với niềm hứng khởi mới. Nhưng năm 1932, khi ông tách khỏi Chủ nghĩa vị lai, tự tạo nên phong cách của mình thì ông không còn được chính quyền ủng hộ.
Từ năm 1945 đến 1955, Pasternak sáng tác cuốn tiểu thuyết quan trọng nhất của ông, Bác sĩ Zhivago, nhưng không được in ở Liên Xô, đến năm 1957 tác phẩm này được xuất bản ở Ý. Cuối năm 1958, cuốn sách được dịch ra 18 thứ tiếng. Cũng trong năm này, Pasternak là người Nga thứ hai được trao giải Nobel Văn học vì những thành tựu ông đã đạt được trong nền thơ trữ tình hiện đại, cũng như vì công lao tiếp nối các truyền thống của nền tiểu thuyết sử thi Nga, mà nổi bật nhất là Bác sĩ Zhivago. Trước đó, liên tục trong khoảng 10 năm, Pasternak đã được đề cử giải Nobel văn học vì sự nghiệp thi ca. Do những áp lực chính trị, Pasternak buộc phải từ chối nhận giải. Ông đánh điện gửi Viện Hàn lâm Khoa học Hoàng gia Thụy Điển: 
"Nhìn nhận ý nghĩa của giải thưởng với xã hội mà tôi đang sống, tôi buộc phải từ chối giải thưởng này. Đề nghị không phật ý với sự tự nguyện từ chối của tôi".
Ngày 30 tháng 5 năm 1960 Boris Leonidovich Pasternak qua đời vì căn bệnh phổi. Mãi đến năm 1988, tác phẩm Bác sĩ Zhivago của ông mới được xuất bản ở Liên Xô.

## Tác phẩm
- Những bài thơ đầu tay, in trong quyển Thơ trữ tình (Лирика, 1913), 14 bài
- Người anh em sinh đôi trong mây đen (Близнец в тучах, 1914), thơ
- Phía trên rào cản (Поверх барьеров, 1917), thơ, 28 bài
- Chị tôi - Cuộc đời (Сестра моя - жизнь, 1922), thơ, 49 bài
- Thời thơ ấu của Lyuvers (Детство Люверс, 1922), truyện
- Những chủ đề và biến tấu (Темы и вариации, 1923), thơ, 62 bài
- Bệnh cao sang (Высокая болезнь, 1924), trường ca
- Trung úy Smidt (Лейтенант Шмидт, 1926), trường ca 28 chương (3 phần)
- Đường trên không (Воздушные пути, 1924), truyện
- Chứng chỉ hộ thân (Охранная грамота, 1931), tự truyện.
- Năm chín trăm lẻ năm (Девятьсот пятый год, 1927), trường ca 7 chương
- Truyện vừa (Повесть, 1929), truyện
- Tái sinh (Второе рождение, 1932), tập thơ, 27 bài
- Trên những chuyến tàu sớm (На ранних поездках, 1943), thơ, 27 bài
- Khoảng bao la Trái Đất (Земной простор, 1945), thơ, 39 bài
- Bác sĩ Zhivago (Доктор Живаго, 1957), tiểu thuyết
- Con người và cảnh ngộ (Люди и положения, 1957), tự truyện
- Bút ký tiểu sử (Биографический очерк, 1959)

## Danh hiệu
Pasternak được mệnh danh bằng các danh hiệu: "Hamlet của thế kỷ 20"; "Hiệp sĩ của thi ca Nga"; "Con tin của sự vĩnh cửu", "Nhà cổ điển không biết mệt mỏi". Đó là sự tôn vinh cho một nhà thơ lớn của văn học Nga đương đại.

## Chú giải
1. 1 2 3  Theo bài "Số phận các thủ lĩnh thi ca Nga" của Nhật Minh trên báo thể thao văn hóa cuối tuần số 5-6-7-8 năm 2010, trang 47